# Kes (film)
Kes is een Britse dramafilm uit 1969 onder regie van Ken Loach. Het verhaal hiervan is gebaseerd op dat op de jeugdroman A Kestrel for a Knave (1968) van de Britse auteur Barry Hines. Kes won BAFTA's voor meest veelbelovende nieuwe hoofdrolspeler (David Bradley) en beste bijrolspeler (Colin Welland) en werd ook genomineerd voor die voor beste film, beste regie en beste scenario.

## Verhaal
Billy Casper groeit op in een arbeiderswijk in het Noord-Engelse Barnsley. Hij wordt zowel thuis als op school gepest en in elkaar geslagen. Hij vindt op een dag een torenvalk en gaat daarvoor zorgen.

## Rolverdeling
| Acteur           | Personage         |
| ---------------- | ----------------- |
| David Bradley    | Billy Casper      |
| Lynn Perrie      | Mevrouw Casper    |
| Freddie Fletcher | Jud               |
| Colin Welland    | Mijnheer Farthing |
| Brian Glover     | Mijnheer Sugden   |